# 角頭—大橋頭
《角頭—大橋頭》（英語：GATAO: Like Father Like Son）。又名角頭4。是一部2024年台灣黑幫電影，由姚宏易與姜瑞智執導，張威縯和劉蕊瑄編劇，主演陣容包括蔡振南、龍天翔、喜翔、高捷、太保、夏靖庭、孫鵬、王識賢、王陽明、張懷秋、施名帥、鄭人碩、張再興、黃尚禾、吳震亞、唐振剛、李銘忠、陳萬號、江治緯。本片為《角頭》系列電影的第四部作品，2021年電影《角頭—浪流連》的續集兼前傳，講述麥可（Michael，王陽明飾演）帶著土狗幫同夥，幹起了賣藥生意，一心想拿下「頂庄」、「北城」、「北館」。
《角頭—大橋頭》2024年8月16日在台灣上映，由威視電影發行。

## 演員陣容

### 大橋頭
- 龍天翔 飾演 許萬和(KO桑)
- 王陽明 飾演 許麥可(Michael)
- 張懷秋 飾演 蠍子
- 夏靖庭 飾演 陳文正(文正)

### 北館
- 高捷 飾演 陳金貴(貴董)
- 王識賢 飾演 高國仁(仁哥)
- 黃尚禾 飾演 陳國超(阿超)
- 吳震亞 飾演 郭智達(胖達)

### 土狗幫
- 施名帥 飾演 阿猛
- 鄭人碩 飾演 林玉慶(阿慶)
- 張再興 飾演 游宗保(宗保)
- 唐振剛 飾演 潘忠偉(潘帥)
- 王宣 飾演 宣宣

### 頂庄
- 蔡振南 飾演 勇桑

- 孫鵬 飾演 清楓
- 江治緯 飾演 阿草

### 北城
- 太保 飾演 哈達
- 陳萬號 飾演 郭林春(憨春)
- 吳長愷 飾演 電火

### 東門幫
- 喜翔 飾演 喜仔(喜爺），原型：張安樂(白狼）
- 白吉勝 飾演 Ben 喜爺頭號手下兼心腹
- 李銘忠 飾演 齊哥 喜爺的頭號殺手
- 潘俊佳 飾演 阿源 喜爺的殺手

## 發行
《角頭—大橋頭》由威視電影定檔2024年8月16日在台灣上映。

## 獎項紀錄
| 頒獎典禮              | 獎項           | 名單                           | 結果 |
| --------------------- | -------------- | ------------------------------ | ---- |
| 第61屆金馬獎          | 最佳男配角     | 施名帥                         | 獲獎 |
| 第61屆金馬獎          | 最佳改編劇本   | 張威縯、劉蕊瑄、蔣希汶、施承佑 | 提名 |
| 第61屆金馬獎          | 最佳視覺效果   | 王重治、陳冠佑                 | 提名 |
| 第61屆金馬獎          | 最佳動作設計   | 洪義渟                         | 提名 |
| 第6屆台灣影評人協會獎 | 最佳男演員     | 施名帥                         | 提名 |
| 第27屆台北電影獎      | 最佳攝影       | 姚宏易                         | 提名 |
| 第27屆台北電影獎      | 最佳造型設計   | 鄧莉琪                         | 獲獎 |
| 第27屆台北電影獎      | 最佳視覺效果   | 王重治、陳冠佑                 | 提名 |
| 第27屆台北電影獎      | 最佳電影行銷獎 | 《角頭—大橋頭》                | 提名 |
| 第27屆台北電影獎      | 最佳預告片獎   | 程紀皓                         | 獲獎 |

## 迴響

### 票房
電影上映三天首週票房達新台幣5458萬元，登上當週票房冠軍；上映八天全台票房突破新台幣1億元。
| 上一届： 《死侍與金鋼狼》 | 2024年台北週末票房冠軍 第33-36週 | 下一届： 《變形金剛：源起》 |

## 外部連結
- 台灣電影網上《角頭—大橋頭》的資料（繁體中文）
- 互联网电影数据库（IMDb）上《角頭—大橋頭》的资料（英文）